# Damian (patriarcha Jerozolimy)
Damian (ur. 1848 na wyspie Samos, zm. 14 sierpnia 1931 w Jerozolimie) – grecki biskup prawosławny, patriarcha jerozolimski w latach 1897–1931.

## Życiorys

### Wczesna działalność
Pochodził z greckiej wyspy Samos, tam też ukończył gimnazjum. Wstąpił w związek małżeński, lecz jego żona zmarła wkrótce potem. Wówczas przyszły patriarcha udał się do Jerozolimy i w 1873 złożył tam wieczyste śluby mnisze. Wyświęcony na kapłana, pracował w różnym charakterze dla Patriarchatu Jerozolimskiego. Przed 1881 otrzymał godność archimandryty i przez kolejne sześć lat był patriarszym egzarchą w Gruzji. Następnie od 1887 do 1888 był przedstawicielem Patriarchatu Jerozolimskiego przy Patriarchacie Konstantynopolitańskim. Od 1891 do 1893 pełnił obowiązki namiestnika patriarszego w Betlejem. W 1893 przyjął chirotonię biskupią z tytułem biskupa filadelfijskiego.

### Patriarcha. Działalność pod rządami tureckimi
W lutym 1897, po śmierci patriarchy Gerazyma II objął obowiązki locum tenens Patriarchatu, zaś w sierpniu tego samego roku, po burzliwej rywalizacji o sukcesję, został wybrany na nowego patriarchę wbrew woli wpływowych dyplomatów rosyjskich. Wiedzieli oni, że Damian nie jest zwolennikiem silnych rosyjskich wpływów w Palestynie. Damian był również znany wśród duchowieństwa z łagodności i ścisłego wypełniania w życiu zasad etyki prawosławnej; łagodność i brak zdecydowania utrudniały mu jednak zarządzanie administraturą kościelną. Już po czterech latach od elekcji patriarcha znalazł się w konflikcie z Synodem Patriarchatu Jerozolimskiego, w tym z przedstawicielami potężnego Bractwa Świętego Grobu. Bez powodzenia usiłował uzyskać od sułtana nakaz wyjazdu z Palestyny swoich przeciwników. Niepowodzeniem zakończyła się również próba dokonania zmian w statucie Kościoła, która miała umożliwić mu przejęcie części dochodów Bractwa Świętego Grobu.
Jeszcze poważniejszym problemem dla Patriarchatu Jerozolimskiego w okresie kierowania nim przez Damiana okazał się konflikt między greckimi hierarchami kościelnymi a wiernymi, w większości Arabami, wśród których silnie rozwijał się ruch narodowy. Proces ten nasilił się zwłaszcza po rewolucji młodotureckiej, która zachęciła Arabów do aktywności politycznej. Sam patriarcha przyjął ją z rezerwą i wzywał wiernych, by uzyskaną wolnością nie posłużyli się w zły sposób. Spory między arabskimi wiernymi a greckimi biskupami nie ustawały, a Arabów inspirował jeszcze przykład Patriarchatu Antiocheńskiego, którym od 1899 kierował hierarcha arabski (Melecjusz II w latach 1899–1906, po nim Grzegorz IV). W 1908 w Palestynie doszło do manifestacji prawosławnych Arabów, domagających się utworzenia mieszanej grecko-arabskiej rady zarządzającej sprawami wiernych w Palestynie, dopuszczenia duchownych arabskich do najwyższych stanowisk w patriarchacie i pełnego faktycznego równouprawnienia obydwu narodowości w Kościele. Wszystkie żądania zostały odrzucone. Mimo to członkowie Synodu oskarżyli patriarchę o sympatyzowanie z Arabami i 13 grudnia 1908 ogłosili usunięcie go z urzędu, wybierając w jego miejsce Melecjusza, arcybiskupa tyberiadzkiego. Patriarcha Damian nie pogodził się z tą decyzją, zaś prawosławni Arabowie, mimo braku poparcia z jego strony w poprzednich miesiącach, uznali go za symbol swojej walki z grecką dominacją w Patriarchacie Jerozolimskim. W palestyńskich miastach nadal dochodziło do manifestacji w obronie Damiana, a w Jaffie i Nazarecie greccy duchowni zostali wygnani. Po stronie zdetronizowanego patriarchy wystąpił także rosyjski konsul w Jerozolimie A. Krugłow. Mimo to władze tureckie 2 stycznia 1909 ogłosiły, że za locum tenens Patriarchatu uważają arcybiskupa Melecjusza. W Jerozolimie trwały arabskie demonstracje; władze tureckie nie zdecydowały się na ich siłowe rozpędzanie, zaś w końcu stycznia 1909 skierowały do miasta specjalną komisję. Zmieniła ona początkową decyzję i ogłosiła, iż Damian został bezprawnie usunięty z urzędu. 7 lutego władze tureckie zmusiły do wyjazdu z Jerozolimy najważniejszych przeciwników patriarchy – sekretarza Patriarchatu mnicha Melecjusza oraz rektora miejscowej szkoły teologicznej Chryzostoma. 10 lutego locum tenens Melecjusz zmarł na atak serca. Sześć dni później Synod Patriarchatu Jerozolimskiego skierował do Damiana prośbę o wybaczenie i ponownie przyjęcie urzędu. Została ona zaakceptowana; jedynie patriarchowie konstantynopolitański i aleksandryjski do lata 1909 wstrzymali się z uznaniem powrotu Damiana za kanonicznie ważny.
Powrót Damiana na tron patriarszy nie zakończył arabsko-greckich sporów. Jesienią 1909 arabscy wierni kontynuowali protesty, toteż w 1910 władze tureckie zorganizowały kolejną komisję, która miała je rozstrzygnąć. Z jej polecenia w maju 1910 utworzono radę złożoną z 6 duchownych i 6 świeckich, kierowaną przez patriarchę, odpowiedzialną za prowadzenie podlegających patriarchatowi cerkwi i szkół oraz za opiekę nad majątkiem kościelnym. Rada nie spełniła pokładanych w niej nadziei. Okazała się ciałem niezdolnym do podejmowania decyzji z uwagi na ciągłe kłótnie między delegatami świeckimi i duchownymi, jak również między samymi przedstawicielami świeckich (Arabami). Spory te były rozstrzygane przez tureckich urzędników.

### I wojna światowa
Po wybuchu I wojny światowej władze tureckie odebrały wspólnotom religijnym ich wcześniejszą autonomię. Jesienią 1917 patriarcha Damian został aresztowany i zmuszony do wyjazdu do Damaszku. Pod nieobecność hierarchy w Jerozolimie, gdy Palestyna była już pod kontrolą brytyjską, jego przeciwnicy w Synodzie Kościoła oraz Bractwo Grobu Świętego ponownie podjęli decyzję o usunięciu go z urzędu. Tym razem locum tenens Patriarchatu Jerozolimskiego mianowano arcybiskupa Synaju Porfirego. Bractwo Świętego Grobu miało nadzieję na uzyskanie pomocy finansowej dla patriarchatu z Grecji. Jej rządem kierował Elefterios Wenizelos, pozostający w bliskich stosunkach z arcybiskupem ateńskim Melecjuszem – dawnym sekretarzem Patriarchatu Jerozolimskiego i przeciwnikiem patriarchy Damiana. Po stronie usuniętego patriarchy stanął jednak dowodzący wojskami brytyjskimi na Bliskim Wschodzie gen. Allenby, który w końcu 1918 umożliwił Damianowi powrót do Jerozolimy. Konflikt patriarchy z Bractwem Grobu Świętego ciągnął się jeszcze przez dwa lata, do upadku rządu Wenizelosa w Grecji i usunięcia z urzędu arcybiskupa Aten i całej Grecji Melecjusza.

### Działalność pod władzą brytyjską
Patriarcha Damian był w pełni lojalny wobec brytyjskich władz mandatowych, zdając sobie sprawę z konieczności uzyskiwania od nich stałej pomocy finansowej (środki własne Patriarchatu nie wystarczały na jego potrzeby). W związku z tym w 1923 Patriarchat Jerozolimski uznał Kościół Anglii za w pełni kanoniczny związek wyznaniowy.
W latach 20. XX wieku trwały spory między grecką hierarchią Patriarchatu Jerozolimskiego a jego arabskimi wiernymi. Ostatecznie stracili oni zaufanie do Damiana, zorientowawszy się, że nie miał on zamiaru bronić ich praw. W 1923 Kongres Prawosławnych Arabów w Jaffie po raz kolejny bezskutecznie domagał się dopuszczenia Arabów do Bractwa Grobu Świętego. Rozwijający się arabski ruch narodowowyzwoleńczy, który przyciągał Arabów palestyńskich niezależnie od wyznania, zajmował się również problemem dyskryminacji arabskich wiernych Patriarchatu Jerozolimskiego i sprzedaży ziem należących do Patriarchatu Żydom. W 1925 konfliktem grecko-arabskim zajmowała się specjalna komisja sformowana przez władze mandatowe, jednak i jej nie udało się wypracować trwałych rozwiązań satysfakcjonujących obie strony.
W 1929 Damian ciężko zachorował i oddał bieżący zarząd Patriarchatu w ręce specjalnej komisji. Tytuł patriarchy zachował do śmierci.